# UFC 184
UFC 184: Rousey vs. Zingano è stato un evento di arti marziali miste tenuto dalla Ultimate Fighting Championship svolto il 28 febbraio 2015 allo Staples Center di Los Angeles, Stati Uniti.

## Retroscena
Come main event della serata era previsto un incontro valido per il titolo dei pesi medi UFC tra il campione Chris Weidman e Vítor Belfort. Tuttavia, il 30 gennaio, venne annunciato l'infortunio da parte di Weidman subito in allenamento. Successivamente Belfort rifiutò un match valido per il titolo a interim contro il veterano Lyoto Machida e in secondo luogo con Gegard Mousasi. La UFC quindi decise di cancellare l'incontro per spostare come main event il match valido per il titolo femminile dei pesi gallo UFC tra la campionessa Ronda Rousey e Cat Zingano.
Neil Magny doveva affrontare Josh Koscheck, ma venne rimosso dalla card per poter affrontare Kiichi Kunimoto per l'evento UFC Fight Night: Henderson vs. Thatch. Mentre Koscheck affrontò Jake Ellenberger.
L'incontro dei pesi gallo femminili tra Holly Holm e Raquel Pennington venne spostato dall'evento UFC 181 al co-main event della serata.
Mark Muñoz, inizialmente, doveva affrontare Caio Magalhaes. Tuttavia, quest'ultimo, ebbe un'infezione causata da un intervento dentale che lo costrinse ad rinunciare all'incontro. Munoz affrontò il veterano della UFC Roan Carneiro.
L'incontro dei pesi massimi tra Antônio Silva e Frank Mir, venne spostato da questa card all'avento UFC Fight Night: Bigfoot vs. Mir.
Ronaldo Souza doveva vedersela con Yoel Romero. Tuttavia, il 15 gennaio, Souza contrasse una polmonite impedendogli di poter partecipare all'evento.
Yanci Medeiros doveva affrontare Tony Ferguson, ma subì un infortunio e venne sostituito da Gleison Tibau.

## Risultati
|                                                   | Divisione       |                  |                 |                   | Metodo                                      | Round           | Tempo           | Premio          |
| Card Principale                                   | Card Principale | Card Principale  | Card Principale | Card Principale   | Card Principale                             | Card Principale | Card Principale | Card Principale |
| ------------------------------------------------- | --------------- | ---------------- | --------------- | ----------------- | ------------------------------------------- | --------------- | --------------- | --------------- |
| Sfida valida per il titolo di campione indiscusso | Pesi Gallo (F)  | Ronda Rousey (c) | batte           | Cat Zingano       | Sottomissione (armbar)                      | 1               | 0:14            | POTN            |
|                                                   | Pesi Gallo (F)  | Holly Holm       | batte           | Raquel Pennington | Decisione non unanime (29-28, 28-29, 30-27) | 3               | 5:00            |                 |
|                                                   | Pesi Welter     | Jake Ellenberger | batte           | Josh Koscheck     | Sottomissione (strangolamento nord-sud)     | 2               | 4:20            | POTN            |
|                                                   | Pesi Welter     | Alan Jouban      | batte           | Richard Walsh     | KO (gomitata e pugni)                       | 1               | 2:19            |                 |
|                                                   | Pesi Leggeri    | Tony Ferguson    | batte           | Gleison Tibau     | Sottomissione (rear-naked choke)            | 1               | 2:37            | POTN            |
| Card Preliminare                                  |                 |                  |                 |                   |                                             |                 |                 |                 |
|                                                   | Pesi Medi       | Roan Carneiro    | batte           | Mark Muñoz        | Sottomissione (rear-naked choke)            | 1               | 1:40            |                 |
|                                                   | Pesi Gallo      | Roman Salazar    | NC              | Norifumi Yamamoto | No Contest (colpo accidentale agli occhi)   | 2               | 2:37            |                 |
|                                                   | Pesi Welter     | Tim Means        | batte           | Dhiego Lima       | KO Tecnico (pugni)                          | 1               | 2:17            | POTN            |
|                                                   | Pesi Massimi    | Derrick Lewis    | batte           | Ruan Potts        | KO Tecnico (pugni)                          | 2               | 3:18            |                 |
|                                                   | Pesi Leggeri    | Valmir Lázaro    | batte           | James Krause      | Decisione non unanime (29-28, 28-29, 29-28) | 3               | 5:00            |                 |
|                                                   | Pesi Piuma      | Masio Fullen     | batte           | Alexander Torres  | Decisione non unanime (28-29, 29-28, 29-28) | 3               | 5:00            |                 |

- Yamamoto colpì accidentalmente con le dite l'occhio sinistro di Salazar, impedendogli di poter proseguire l'incontro; dato il non raggiungimento del terzo round, l'incontro terminò con un no contest.

## Premi
I lottatori premiati ricevettero un bonus di 50.000 dollari.
Legenda:
- POTN: Performance of the Night (viene premiato il vincitore per la migliore performance dell'evento)

## Incontri Annullati
|                                                   | Divisione    |                   |        |                | Motivo                                        |
| ------------------------------------------------- | ------------ | ----------------- | ------ | -------------- | --------------------------------------------- |
| Sfida valida per il titolo di campione indiscusso | Pesi Medi    | Chris Weidman (c) | contro | Vítor Belfort  | Weidman subì un infortunio                    |
|                                                   | Pesi Welter  | Neil Magny        | contro | Josh Koscheck  | Magny venne spostato in un altro evento       |
|                                                   | Pesi Medi    | Mark Muñoz        | contro | Caio Magalhaes | Magalhaes ebbe un'infezione                   |
|                                                   | Pesi Massimi | Antônio Silva     | contro | Frank Mir      | L'incontro venne spostato per un altro evento |
|                                                   | Pesi Medi    | Ronaldo Souza     | contro | Yoel Romero    | Souza ebbe una polmonite                      |
|                                                   | Pesi Leggeri | Yancy Medeiros    | contro | Tony Ferguson  | Meideiros subì un infortunio                  |